# فيكتور ماكاولي
فيكتور ماكاولي هو عداء مراثوني كندي، (ولد في وندسور في كندا 1889 – 1968 م).

## وصلات خارجية
- فيكتور ماكاولي على موقع أوليمبيديا (الإنجليزية)